# Christina Weir
Christina Weir (* in New York City) ist eine US-amerikanische Autorin von Comics und Fernsehsendungen zusammen mit ihrem Ehemann Nunzio DeFilippis.

## Werdegang
Christina Weir wurde in New York geboren, lebte kurze Zeit in Connecticut, wuchs in Boston auf und traf bei ihrem Studium am Vassar College ihren späteren Ehemann Nunzio DeFilippis. Beide haben ab 1999 für zwei Staffeln der Serie HBOs Arli$$ geschrieben und Ideen für Folgen der Zeichentrickserie Kim Possible verkauft.
Sie veröffentlichten mehrere Graphic Novels und Miniserien durch den unabhängigen Verlag Oni Press, so Skinwalker, Three Strikes, Maria's Wedding, The Tomb, Once In A Blue Moon und das vor kurzem herausgegebene Past Lies. Ihre Arbeit bei Oni führte zu Arbeiten beim Verlag Marvel Comics und dem Wiedererscheinen der allerneuesten Version der Comicreihe New Mutants. Der Comic wurde in New X-Men: Academy X umbenannt. An der Reihe arbeiteten sie drei Jahre und erschufen neue Mutanten-Charaktere mit Superkräften für Marvels X-Men-Franchise, wie Surge, Hellio, Tag und Rockslide. Diese Figuren traten auch in den Reihen Wonder Woman, Adventures of Superman und der letzten Secret Files auf.
Das Duo übersetzte auch Mangas, so für die Del Rey Guru-Guru Pon-Chan, Sugar Sugar Rune und Kagetora. Später arbeiteten sie an englischen Comics im Manga-Stil, die bei Seven Seas Entertainment erscheinen. Diese sind Amazing Agent Luna und Destiny's Hand.